# Кадило звичайне
Кадило звичайне (Melittis melissophyllum) — вид трав'янистих рослин родини глухокропивові (Lamiaceae), поширений у Європі (крім півночі та сходу) й Туреччині.

## Опис
Багаторічна трав'яниста рослина з повзучим кореневищем. Стебла прямостійні заввишки 20–50 см. Листова пластина яйцеподібна, зморшкувата, з обох сторін волохата. Квітки ростуть по 1–3 у верхніх пазухах листків і часто є односторонніми. Чашечка довжиною від 1.5 до 2 сантиметрів, широко дзвоноподібна. Віночок 3–4.5 см завдовжки. Він переважно білий зовні, верхня губа біла або світло-пурпурова і плямиста всередині. Верхня губа ціла, з дрібними залозистими волосками. Нижня губа зазвичай має середню частку яскраво-пурпурового кольору. Іноді, особливо в Південному Тіролі, віночок чиста білий. Плодики 3.5–4 мм завдовжки, гладкі чи волохаті. 2n = 30.

## Поширення
Вид поширений у Європі (крім півночі та сходу) й Туреччині.

## Галерея

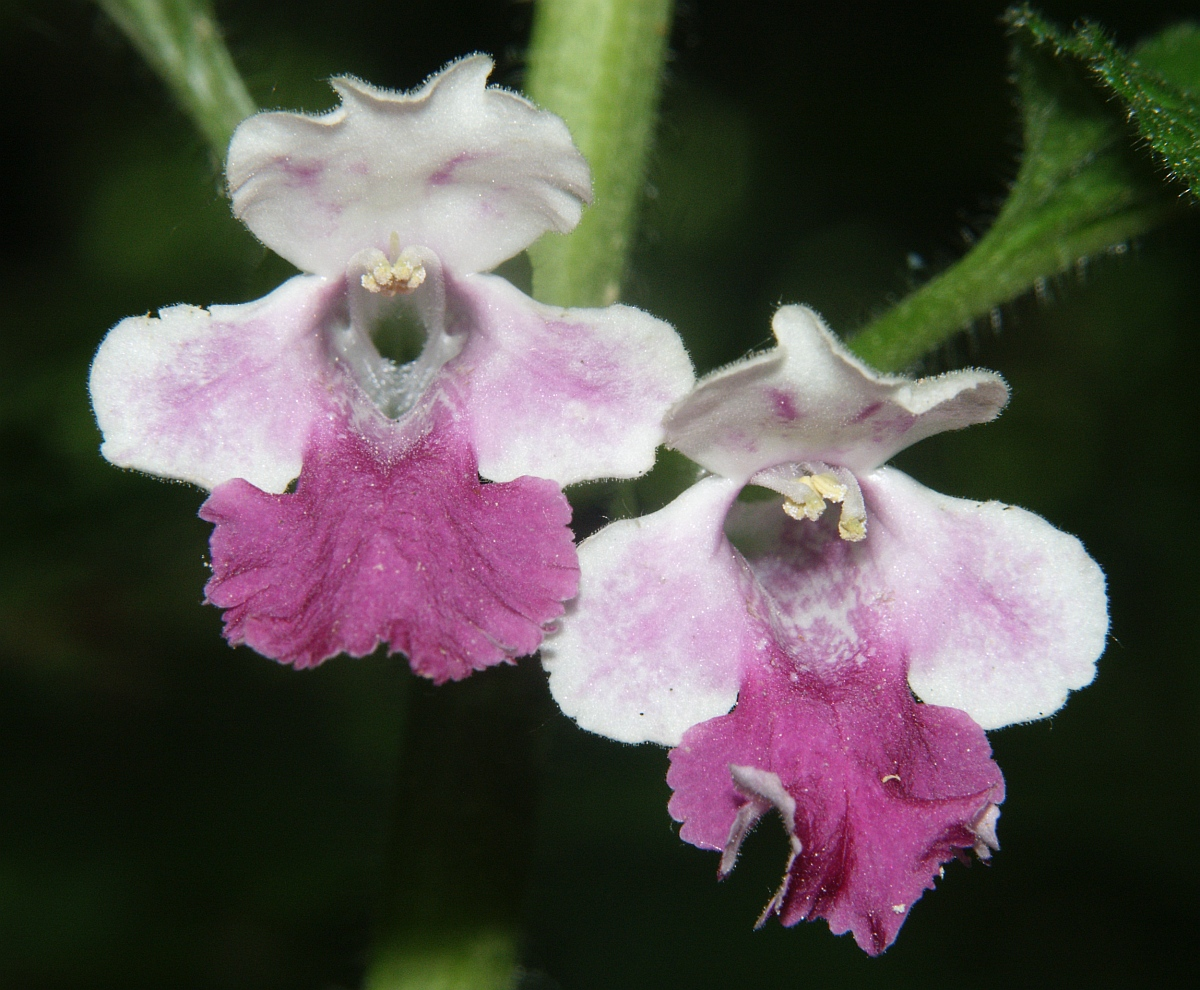
квіти
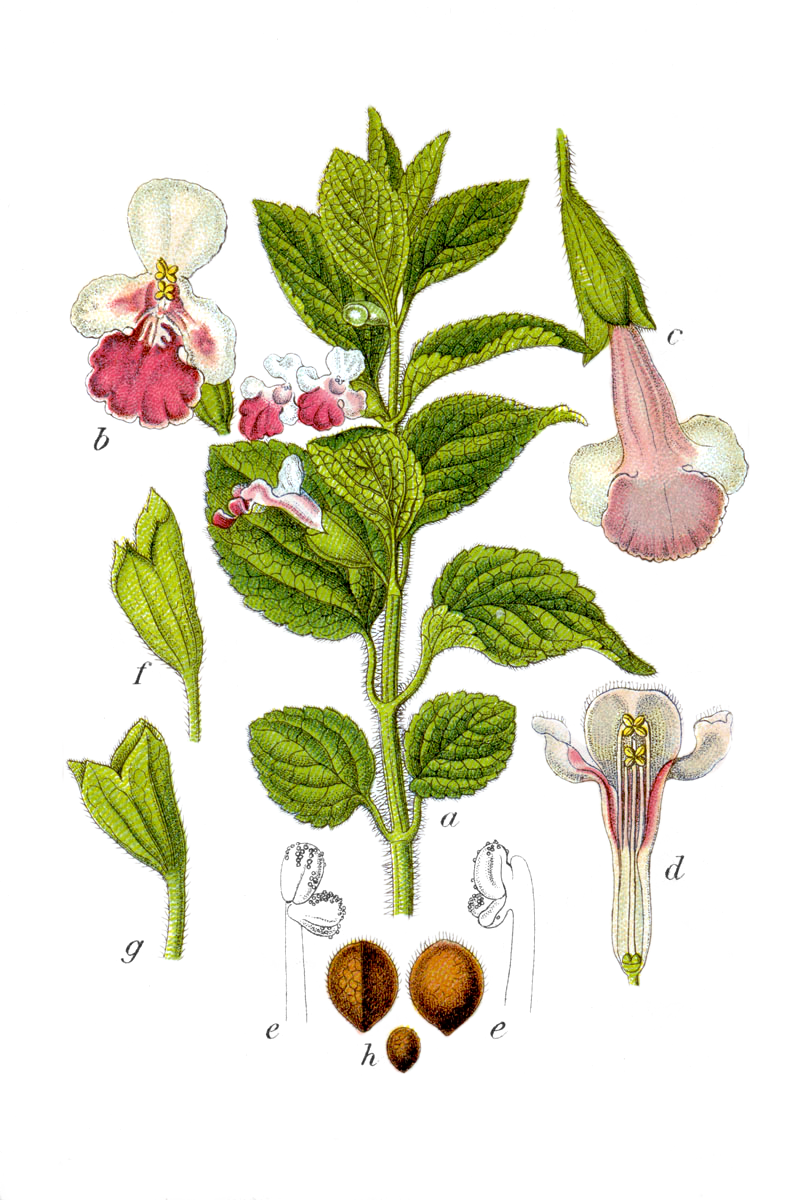
ілюстрація